# 雷克·羅曼·沃
雷克·羅曼·沃（英語：Ric Roman Waugh，1968年2月20日—），美國男導演、編劇、製片人、演員和前特技演員。他執導過的知名作品如電影《重罪秘辛》（2008年）、《限時翻供》（2013年）和《黑獄》（2017年）。從《全面攻佔3：天使救援》（2019年）起，他加入《全面攻佔》系列電影的製作。

## 職業生涯
雷克·羅曼·沃在1980年代和1990年代主要擔任特技演員，曾出演過《轰天炮2》（1989年）、《霹靂男兒》（1990年）、《魔鬼命令》（1992年）、《大地英豪》（1992年）、《最後魔鬼英雄》（1993年）、《終極標靶》（1993年）、《龍族戰神》（1994年）、《驚天動地60秒》（2000年）和《宇宙追缉令》（2001年）等知名動作電影。他也曾在1992年電影《我的子彈會轉彎》中擔任演員。
他執導的首部電影為《決戰死亡線》（2001年），由占士·堅、馬修·莫汀和小古巴·古丁主演。後來，他執導了方·基墨主演的《重罪秘辛》（2008年）。2012年，他拍攝了《限時翻供》（2013年上映），並在會談執導災難片《怒火地平線》，但後來沒有下文。2019年，他在《全面攻佔》系列電影的第三集《全面攻佔3：天使救援》擔任導演，該片由傑瑞德·巴特勒主演。
他在災難片《天劫倒數》（2020年）中與巴特勒再度合作。

## 作品列表
| 年份 | 標題                    | 導演 | 編劇 | 製片 | 附註                        |
| ---- | ----------------------- | ---- | ---- | ---- | --------------------------- |
| 1996 | 《逃生》（Exit）            | 是   | 否   | 否   | 影帶首映；掛名為艾倫·史密西 |
| 2001 | 《決戰死亡線》          | 是   | 是   | 否   |                             |
| 2008 | 《重罪秘辛》            | 是   | 是   | 否   |                             |
| 2013 | 《限時翻供》            | 是   | 是   | 否   |                             |
| 2015 | 《吾毀於摯愛》（That Which I Love Destroys Me）      | 是   | 否   | 是   | 紀錄片                      |
| 2017 | 《黑獄》                | 是   | 是   | 是   |                             |
| 2019 | 《全面攻佔3：天使救援》 | 是   | 是   | 否   |                             |
| 2020 | 《天劫倒數》            | 是   | 否   | 否   |                             |
| 2021 | 《國家冠軍》            | 是   | 否   | 否   |                             |
| 2023 | 《坎達哈行動》          | 是   | 否   | 否   |                             |
| 2025 | 《天劫倒數：大遷徙》    | 是   | 否   | 是   |                             |
| TBA  | 《全面攻佔4：黑夜救援》 | 是   | 是   | 否   |                             |

## 外部連結
- 雷克·羅曼·沃在互联网电影资料库（IMDb）上的資料（英文）